# Còdex de Roda
El Còdex de Roda (o Còdex de Meià) és un important manuscrit del segle x (990) que conté importants documents referents a la història del Regne d'Astúries, del Regne de Pamplona i del Regne d'Aragó. El còdex compila els següents documents:
- Les Historiae adversum paganos, de Pau Orosi (teòlogo visigot del segle v i deixeble Sant Agustí).
- La Historia de regibus Gothorum, Vandalorum et Suevorum, de Sant Isidor de Sevilla (segle v).
- La Crònica Albeldense (881), per conèixer la història del Regne d'Astúries.
- La Crònica Rotense (911), per conèixer el regnat d'Alfons III d'Astúries.
- Les Genealogies de Roda, per conèixer la història del Regne de Pamplona i del Regne d'Aragó.
- La De laude Pampilone i l'Epístola d'Honori.